# Polly and Her Pals
Polly and Her Pals (ursprünglich: Positive Polly) ist der bekannteste Comicstrip des US-amerikanischen Comiczeichners Cliff Sterrett. Der an ein erwachsenes Publikum gerichtete humoristische Strip erschien von 1912 bis 1958 in diversen Zeitungen und war der erste Comicstrip mit einer Titelheldin.

## Inhalt
Titelfigur ist die hübsche Polly, im Gegensatz zum Titel, der wörtlich übersetzt Polly und ihre Freunde bedeutet, handelt es sich bei den Akteuren des Strips im Wesentlichen nicht um die hübsche Polly und ihre Liebhaber, sondern um ihre Familie. Zum Hauptcharakter entwickelt sich Pollys Vater Sam Perkins, der Paw genannt wird. Weitere Charaktere sind Pollys Mutter Susie, genannt Maw, ein Cousin Pollys und ein japanischer Diener namens Neewah, der in der Regel nicht versteht, worum es gerade geht.

## Veröffentlichungen und Zeichner
Der erste Strip von Polly and Her Pals, der inhaltlich an Sterretts Strip For This We Have Daughters angelehnt war, erschien am 4. Dezember 1912 unter dem Titel Positive Polly, die erste Sonntagsseite am 28. Dezember 1913 unter dem Titel Here, Gentlemen, is Polly!. Während der Tagesstrip schon nach wenigen Wochen in Polly and Her Pals umbenannt wurde, lief der Sonntagsstrip jahrelang unter dem Titel Polly, bis er 1925 mit dem Titel des Tagesstrips seinen endgültigen Namen erhielt.
Sterrett als Schöpfer der Strips gab den Tagesstrip in den 1930er Jahren aus gesundheitlichen Gründen an seinen Assistenten Paul Fung ab. Den Sonntagsstrip, auf dessen Seite er auch etliche andere Eigenkreationen unterbrachte, hielt Sterrett bis zu dessen Einstellung aufgrund von fehlendem Leserinteresse im Jahr 1958. Der Tagesstrip war schon im Jahr 1942 eingestellt worden.
Im deutschsprachigen Raum erschienen 1991 im Carlsen Verlag unter dem Titel Polly zwei Alben mit ausgewählten Sonntagsseiten von Polly and Her Pals aus den Jahren 1926 und 1927 bzw. 1927 bis 1929. Zwei weitere, bereits angekündigte Alben mit Sonntagsseiten-Strips aus den Jahren 1929 bis 1932 wurden nicht mehr veröffentlicht.

## Auszeichnungen und Bedeutung
Sterrett baute in Polly and Her Pals diverse kubistische, surrealistische und expressionistische Elemente ein und diente so als Inspiration diverser Zeichnerkollegen, so zum Beispiel Martin Branner. Im Jahr 2006 wurde Polly and Her Pals für den Prix du patrimoine nominiert.